# Jacques Blaquart
Jacques André Blaquart (ur. 19 grudnia 1951 w Roumazières-Loubert) – francuski duchowny katolicki, biskup Orleanu od 2010.

## Życiorys

### Prezbiterat
Święcenia kapłańskie otrzymał 23 maja 1982 i został inkardynowany do diecezji Angoulême. Pracował przede wszystkim jako duszpasterz parafialny, był także m.in. wikariuszem biskupim oraz wikariuszem generalnym diecezji.

### Episkopat
28 czerwca 2006 papież Benedykt XVI mianował go biskupem pomocniczym archidiecezji Bordeaux, ze stolicą tytularną Ypres. Sakry biskupiej udzielił mu 17 września 2006 arcybiskup Bordeaux – kardynał Jean-Pierre Ricard.
27 lipca 2010 został biskupem ordynariuszem diecezji Orleanu. 17 października 2010 kanonicznie objął rządy.